# ハーレムものの作品一覧
本項では、いわゆる「ハーレムもの」に分類される日本の漫画・アニメ・コンピュータゲーム・ライトノベルの作品を列挙する。

## 男ハーレムもの
「男ハーレムもの」とは、メインとなる登場人物の恋愛対象が男であり、そのメインとなる登場人物が複数の男に囲まれる状況が描かれた作品を指す。「逆ハーレムもの」とも呼称される。

### アニメ
- 明日のナージャ
- 海賊王女
- 恋する天使アンジェリーク
- Dance with Devils
- ネオ アンジェリーク Abyss
- Phantom in the Twilight
- Fate/Prototype
- 枕男子
- Room Mate

### ゲーム
- アーメン・ノワール
- アイドリッシュセブン
- I DOLL U
- IDOL FANTASY - アイドルファンタジー -
- 赤い糸DS
- あさき、ゆめみし
- あなたと! らぶてぃめっとステージ!
- アニドルカラーズ
- アブナイ恋の捜査室
- AMNESIA
- あやかしごはん
- アラビアンズ・ロスト
- アルカナ・ファミリア -La storia della Arcana Famiglia-
- アルコバレーノ!
- アルバレアの乙女
- あんさんぶるスターズ!
- アンジェリーク
- アンジェリーク 魔恋の六騎士
- Under the Moon
- &0
- イケメン戦国◆時をかける恋
- いじわる My Master
- いっしょにごはん。PORTABLE
- 一血卍傑-ONLINE-
- ヴァルプルガの詩
- ウィル・オ・ウィスプ
- ウェブカレ
- うたの☆プリンスさまっ♪
- うるるんクエスト恋遊記
- 英国探偵ミステリア
- A3!
- エーデルブルーメ
- S.Y.K 〜新説西遊記〜
- étude prologue 〜揺れ動く心のかたち〜
- エルクローネのアトリエ 〜Dear for Otomate〜
- L.G.S 〜新説 封神演義〜
- L2 Love×Loop
- 王子ハント 99回目のプロポーズ
- 逢魔時〜怪談ロマンス〜
- お菓子な島のピーターパン 〜Sweet Never Land〜
- OZMAFIA!!
- 男遊郭
- 乙女的恋革命★ラブレボ!!
- オトメ勇者
- お姫さまデビュー
- オランピアソワレ
- GARNET CRADLE
- 怪盗夜想曲
- カエル畑DEつかまえて☆彡
- 学園K -Wonderful School Days-
- 学園ヘタリア
- カクテル王子
- 籠の中のアリシス
- Custom Drive
- カヌチ
- 神々の悪戯
- 神さまと恋ゴコロ
- 神なる君と
- Collar×Malice
- カレイドイヴ
- カレは私の生徒
- きせかえ物語
- キミカレ
- 君と霧のラビリンス
- キューピット・パラサイト
- 金色のコルダ
- Glass Heart Princess
- KLAP!! 〜Kind Love And Punish〜
- クラノア
- 暗闇の果てで君を待つ
- グリム・ザ・バウンティハンター
- クリムゾン・エンパイア〜Circumstance to serve a noble〜
- CLOCK ZERO 〜終焉の一秒〜
- 黒と金の開かない鍵。
- 黒雪姫〜スノウ・ブラック〜
- クロノスタシア
- 月影の鎖 -錯乱パラノイア-
- 月華繚乱ROMANCE
- 下天の華
- 剣が君
- 喧嘩番長 乙女
- 源氏恋絵巻
- 源狼 GENROH
- 恋とプロデューサー〜EVOL×LOVE〜
- 恋花デイズ
- 恋人は同居人
- 越えざるは紅い花
- Goes!
- Code:Realize 〜創世の姫君〜
- 黒蝶のサイケデリカ
- Confidential Money 〜300日で3000万ドル稼ぐ方法〜
- THE KING OF FIGHTERS for GIRLS
- 里見八犬伝 八珠之記
- 三国恋戦記〜オトメの兵法!〜
- サンドリヨンパリカ
- SIGNAL
- 執事たちの恋愛事情
- 死神稼業〜怪談ロマンス〜
- 死神と少女
- 忍び、恋うつつ
- CharadeManiacs
- 終遠のヴィルシュ -ErroR:salvation-
- 十三支演義 〜偃月三国伝〜
- 12時の鐘とシンデレラ〜Halloween Wedding〜
- Jewelic Nightmare
- シュヴァリエ -月の姫と竜の騎士-
- しらつゆの怪
- 自律機動戦車イヅナ
- 私立ベルばら学園 〜ベルサイユのばら Re*imagination〜
- 深淵のユカラ
- 真紅の焔 真田忍法帳
- 数乱digit
- スカーレッドライダーゼクス
- スクール・ウォーズ
- Starry☆Sky
- スタンドマイヒーローズ
- STORM LOVER
- SNOW BOUND LAND
- すみれの蕾
- 青春はじめました!
- 絶対階級学園〜Eden with roses and phantasm〜
- 絶対迷宮グリム 〜七つの鍵と楽園の乙女〜
- 7'scarlet
- 戦刻ナイトブラッド
- 戦場の円舞曲
- 葬除屋XLORD
- 蒼天の彼方
- そしてこの宇宙にきらめく君の詩
- ゲーム 卒業M～生徒会長の華麗なる陰謀～
- ソラユメ
- Darling
- ダーリンは芸能人
- 大正鬼譚
- DYNAMIC CHORD
- Tiny×MACHINEGUN
- ダウト〜嘘つきオトコは誰?〜
- D.C. Girl's Symphony 〜ダ・カーポ〜 ガールズシンフォニー
- 断罪のマリア
- 耽美夢想マイネリーベ
- 誓いのキスは突然に Love Ring
- 月ノ光 太陽ノ影
- 「っポイ!」 ひと夏の経験!?
- DEAR My SUN!!〜ムスコ★育成★狂騒曲〜
- Days of Memories 〜彼と私の熱い夏〜
- DAME×PRINCE
- デザート・キングダム
- デス・コネクション
- テミラーナ国の強運姫と悲運騎士団
- DUEL LOVE 恋する乙女は勝利の女神
- 天涯ニ舞ウ、粋ナ花
- 転生八犬士封魔録
- トゥルーフォーチュン
- 十鬼の絆 〜関ヶ原奇譚〜
- ときめきメモリアル Girl's Side
- ときめきレストラン☆☆☆
- drastic Killer
- ドラッグ王子とマトリ姫
- トリック・オア・アリス
- 悠久ノ桜
- ナイトメアハーレム
- 夏空のモノローグ
- 虹色の王子様
- 二世の契り
- ニル・アドミラリの天秤 帝都幻惑綺譚
- ネオアンジェリーク
- 熱血異能部活譚 Trigger Kiss
- NOISE―voice of snow―
- NORN9 ノルン+ノネット
- ハートの国のアリス〜Wonderful Wonder World〜
- BinaryStar
- 薄桜鬼 〜新選組奇譚〜
- バクダン★ハンダン
- 幕末志士の恋愛事情
- 幕末恋華 新選組
- BAD APPLE WARS
- Happy☆Magic! 〜ハピ☆マジ!〜
- バトラーズ〜召しませお嬢様〜
- 華アワセ
- 華恋vサムライ×騎士
- 花咲くまにまに
- 華ヤカ哉、我ガ一族
- 花宵ロマネスク
- Panic Palette
- 原宿探偵学園 スチールウッド
- 薔薇に隠されしヴェリテ
- 遙かなる時空の中で
- パレドゥレーヌ
- PANDORA 君の名前を僕は知る
- 緋色の欠片
- ピオフィオーレの晩鐘
- VitaminX
- VitaminZ
- ひめひび -Princess Days-
- 百華夜光
- 百鬼夜行〜怪談ロマンス〜
- 白虎隊 志士異聞記
- ビヨンド ザ フューチャー フィックス ザ タイム アロー
- ピリオドキューブ 〜鳥籠のアマデウス〜
- ファンタスティックフォーチュン
- プティフール
- BLACK WOLVES SAGA
- Bloody Call
- プリティ☆ウィッチ☆アカデミー!
- Princess Arthur
- プリンセスナイトメア
- フルハウスキス
- 文明開華 葵座異聞録
- PersonA〜オペラ座の怪人〜
- ボーイフレンド（仮）
- 放課後は白銀の調べ
- ほしがりエンプーサ
- POSSESSION MAGENTA
- 星空のコミックガーデン
- 星の王女
- 星の降る刻
- Bonjour♪恋味パティスリー
- マージナルプリンス〜月桂樹の王子達〜
- マーメイドプリズム
- My9Swallows TOPSTARS LEAGUE
- マイナスエイト
- マザーグースの秘密の館
- マジカルデイズ
- 魔女王
- マスケティア
- マツリカの炯-kEi- 天命胤異伝
- 魔法使いとご主人様
- 水の旋律
- ミストニアの翅望
- 未定事件簿
- 雅恋 〜MIYAKO〜
- 夢間集
- 猛獣使いと王子様
- もし、この世界に神様がいるとするならば。
- モノクローム・ファクター cross road
- ユア・メモリーズオフ〜Girl's Style〜
- ゆのはなSpRING!
- 夢色キャスト
- 夢王国と眠れる100人の王子様
- 夢職人と忘れじの黒い妖精
- 宵夜森ノ姫
- ラスト・エスコート
- LOVE:QUIZ〜恋する乙女のファイナルアンサー〜
- Love☆Drops 〜みらくる同居物語〜
- ラブヘブン
- Real Rode
- Little Aid
- Re:BIRTHDAY SONG〜恋を唄う死神〜
- RE:VICE【D】
- ROOT∞REXX
- Lucian Bee's RESURRECTION SUPERNOVA
- 恋愛幕末カレシ〜時の彼方で花咲く恋〜
- 恋愛番長
- レンドフルール
- ロミオVSジュリエット
- ワールドエンドヒーローズ
- ワンド オブ フォーチュン

### 漫画
- 赤鬼とラブソングを
- 赤髪の白雪姫
- 赤ずきんちゃんは、狼がお好き。
- 暁のヨナ
- 悪役令嬢は、庶民に嫁ぎたい!!
- 兄に愛されすぎて困ってます
- アフロディーテシリーズ
- 尼なので逆ハーレム王国は築きません
- アマネ†ギムナジウム
- 現神姫
- アンジェリーク ルトゥール
- アンタなんてお断り!
- イケメン王宮 Another Side 放課後のシンデレラ
- イケメン戦国～天下人の女になる気はないか～
- 1日1回エッチしなくちゃダメですか?
- 五つ星プリンス
- 稲妻オフィス
- 犬鷲百桃はゆるがない
- イヤだなんて言わせない
- ヴァンパイア騎士
- うちの陛下が新米で。
- うちのポチの言うことには
- ウブかわ～初めての彼～
- うわさの翠くん!!
- 永久指名おねがいします!
- SSG～名門男子校血風録～
- Mお嬢様とS執事
- M式プリンセス
- Sフラワー
- 皇帝限定
- 王家の紋章
- 王子様のつくりかた
- 王子と魔女と姫君と
- 桜蘭高校ホスト部
- オオカミさんと!
- 狼さんとひみつのハーレム
- オオカミどものしつけ方
- 狼陛下の花嫁
- お嬢様はお嫁様。
- お女ヤン!! イケメン☆ヤンキー☆パラダイス
- 男嫌いがホスト5人と暮らしたらどうなる?
- お兄ちゃんと一緒
- お姫様の憂鬱
- 溺れる獣と甘い罠
- オレ様キングダム
- 俺の執事(♀)がイケている
- 快感・フレーズ
- 会長はメイド様!
- 薫子 イン ワンダーランド
- 学園王子
- 革命の日
- カグヤさんは反省しなさい
- カルバニア物語
- 家政婦さんっ!
- かな、かも。
- 彼女は秘密の男’sアイドル
- 神様はじめました
- 危険地帯男子
- Kiss me ホスト組
- キスよりおいしいっ!
- 気絶勇者と暗殺姫
- 吉祥寺紳士倶楽部
- 君の庭。
- 今日から、君をシェアします。
- きらりん☆レボリューション
- 綺麗なオスは棘だらけ
- QBかりん 警視庁特殊SP班
- 繰繰れ! コックリさん
- くじら日和
- GDGD-DOGS
- CRASH!
- クリア・クオリア
- 黒薔薇アリス
- 黒豹と16歳
- 警視庁特犯課007
- 月刊少女野崎くん
- 恋色旅館
- 恋と怪モノと生徒会
- コイマト―恋的―
- 幸福喫茶3丁目
- コーヒー&バニラ
- 極上男子と暮らしてます。
- 極妻デイズ
- 極楽青春ホッケー部
- 5時から9時まで
- こっちの水は甘いのだ
- 小林が可愛すぎてツライっ!!
- 今度は絶対に邪魔しませんっ!
- 斎王寺兄弟に困らされるのも悪くない
- サクラ大戦奏組
- サムライダーリン龍馬
- サロン・ボーイズ
- 3LDKの王様
- Secret of my heart
- しあわせカフェへようこそ ～漫画でわかる、ネイチャーフォーチュン占い～
- シェアキスラブ
- 4月の君、スピカ。
- 式神男子
- 七人の異端児～改心させなきゃ私も退学!?
- 失恋寮へようこそ
- 地縛少年花子くん
- しま☆ろま しましまロマンス
- 十兵衛紅変化
- しゅごキャラ!
- 少年ハーレム
- 新白雪姫伝説プリーティア
- スウィートガール
- スーパーダーリン!
- スキップ・ビート!
- 素敵ギルド
- 捨てられた皇妃
- S・L・H ストレイ・ラブ・ハーツ！
- スリーピングビューティー
- スウィートガール
- 世紀末プライムミニスター
- 生徒会は女神をさがしてる。
- 戦国ヴァンプ
- 戦國ストレイズ
- センセイと、キスまで1cm。
- 聖ライセンス
- 大正恋縛アルチスト
- 堕天使がやってきた。
- 玉の輿はじめました。
- 男装ホスト★野獣の園に女1人
- ちぇんじ123
- 蝶々事件
- つばめちゃんちの家庭内恋愛
- ディアブラザー!
- 溺愛カンケイ!
- 溺愛ロワイヤル
- 天使祝詞
- 転生悪女の黒歴史
- トゥーマッチング！～いちばん効率的な運命の探し方～
- 東京ミュウミュウ オーレ！
- どうしようもない僕とキスしよう
- どうせ、恋してしまうんだ。
- 毒舌執事～アールグレイは恋のツンデレ味で～
- Dr.リンにきいてみて!
- となりの席のふしだらな死神
- 名森花純、先生ん家の子になります!
- 猫と私の金曜日
- 熱愛プリンス お兄ちゃんはキミが好き
- パーフェクト・ローズ
- はいからさんが通る
- Bite Maker～王様のΩ～
- BASARA
- 初恋モンスター
- 破天荒遊戯
- 花ざかりの君たちへ
- 花咲ける青少年
- 華とブラダン
- 花にけだもの
- 花より男子
- ハニースウィート・キッチン
- ハニー・ホリック
- 薔薇嬢のキス
- 薔薇とオオカミ
- 春待つ僕ら
- 美形がそんなにえらいのか?
- 微炭酸なぼくら
- ひとりじめプリマヴェラ
- 雛鳥のワルツ
- ヒミツの薔薇十字団
- ¥十億少女
- ファイブ
- ふしぎ遊戯
- ブラ婚
- +αの立ち位置
- BLACK BIRD
- フルーツバスケット
- 紅色HERO
- 僕のジェラシー物語。
- ぼくの地球を守って
- 僕はキスで嘘をつく
- 僕らとひとつ屋根の下～番町ボーイズ☆Backstage～
- ボクらの秘密を共有しようか
- 熱烈台風娘
- Magical×Miracle
- ましろと3匹のオオカミ
- まにあってます!
- 30婚 miso‐com
- 蜜園男子
- 蜜×蜜ドロップス
- 明治緋色綺譚
- 桃カン～桃色管理人～
- モンスターとペアレント
- ヤマトナデシコ七変化♡
- ユーレイ彼女の条件
- 夢色パティシエール
- よしわら花おぼろ
- 楽園男子～ビーストハーレム～
- 楽園ルウト
- ラブリー・ベイベェ
- ラブルートゼロ
- リケダン! 私が独身寮の管理人に…!?
- リストランテ・パラディーゾ
- 龍王子たちとは一緒に暮らせません
- 檸檬館まで ― イケメンだらけのアパートで秘密の共同生活
- ロマンティック・キラー
- 私が欲しい氷の男
- 私がモテてどうすんだ

### ドラマCD
- 源氏物語〜男女逆転恋唄〜
- この男子、悪人と呼ばれます。
- SEVENTH HEAVEN
- LIP ON MY PRINCE

### メディアミックス
- アクエリアンエイジ オリオンの少年
- 官能昔話
- サンリオ男子
- 石膏ボーイズ
- DIABOLIK LOVERS
- B-PROJECT
- PRINCE OF LEGEND
- Photograph Journey
- フォルティッシモ
- BROTHERS CONFLICT
- プリンス・オブ・ストライド
- マジきゅんっ!ルネッサンス
- ミスプリ!
- 明治東亰恋伽

### ライトノベル
- 蒼の狼は華を愛でる
- 赤き月の廻るころ
- 暁を抱く聖女〜ラ・ピュセル〜
- 悪魔のソネット
- 悪役令嬢後宮物語
- アナトゥール星伝
- アルワンドの月の姫
- アラバーナの海賊たち
- アルバート家の令嬢は没落をご所望です
- あやかし恋奇譚
- 異世界でカフェを開店しました。
- 嘘つきウサギと銀の檻
- エクサール騎士団
- 遠征王
- おこぼれ姫と円卓の騎士
- 乙女ゲームの破滅フラグしかない悪役令嬢に転生してしまった…
- 海上のミスティア
- ガイユの書
- 還ってきた娘
- 鏡のお城のミミ
- 鬼灯高校退魔部ことしろや!
- かくりよの宿飯
- 花神遊戯伝
- 風よ、万里を翔けよ
- カル・ランシィの女王
- グラスハート
- 光炎のウィザード
- 勾玉花伝
- 公爵令嬢の嗜み
- 今度は絶対に邪魔しませんっ!
- 彩雲国物語
- 沙漠の国の物語
- シュガーアップル・フェアリーテイル
- ジュディハピ！
- シンデレラ・パニック
- 聖鐘の乙女
- 聖女の魔力は万能です
- 探偵チームKZ事件ノート
- 厨病激発ボーイ
- 超★危険男子、上等！
- ちょーシリーズ
- 月色光珠
- 月のパンドラ
- デ・コスタ家の優雅な獣
- 天を支える者
- ドラゴンは姫のキスで目覚める
- 破妖の剣
- 伯爵と妖精
- パセリ伝説
- 華鬼
- 美少年探偵団
- ひみつの陰陽師
- 封印の女王
- 封鬼花伝
- フォーチュンオブウィッカ
- 平安ロマンティック・ミステリー 嘘つきは姫君のはじまり
- 星へ行く船
- 本好きの下剋上
- マギの魔法使い
- 魔女の結婚
- マスケティア・ルージュ
- 魔導師は平凡を望む
- まんが家マリナ・シリーズ
- ミカグラ学園組曲
- 身代わり伯爵シリーズ
- 闇の皇太子
- ユメミと銀のバラ騎士団
- 流血女神伝
- 瑠璃の風に花は流れる
- レヴィローズの指輪
- 六蓮国物語

## 女ハーレムもの
「女ハーレムもの」とは、メインとなる登場人物の恋愛対象が女であり、そのメインとなる登場人物が複数の女に囲まれる状況が描かれた作品を指す。
一般には、単に「ハーレムもの」と言われた場合、「男主人公の女ハーレム（もの）」が念頭に置かれていることが多い。

### アニメ
- ヴァンドレッド
- ウェーバー
- おねがい☆ツインズ
- ChäoS;HEAd
- G-onらいだーす
- デュアル!ぱられルンルン物語
- 天使になるもんっ!
- 天地無用!
- DOG DAYS
- HAND MAID メイ
- 星猫フルハウス
- 炎のらびりんす
- LOVE♥LOVE?

### ゲーム
- Re:
- あいかぎ 〜ひだまりと彼女の部屋着〜
- 愛妻日記
- 愛してナイチンゲール
- 愛姉妹
- eye's ONLY その輝きは眩しさに満ちて
- アイドル雀士スーチーパイ
- 穢翼のユースティア
- あいれぼ 〜IDOL☆REVOLUTION〜
- あえかなる世界の終わりに
- あえて無視するキミとの未来 〜Relay broadcast〜
- あかね色に染まる坂
- アマガミ
- アンダーバーサマー
- 妹ぱらだいす! 〜お兄ちゃんと5人の妹のエッチしまくりな毎日〜
- ヴァルキリーコンプレックス
- Wind -a breath of heart-
- うたわれるもの
- H2O -FOOTPRINTS IN THE SAND-
- AIR
- 処女はお姉さまに恋してる
- 俺たちに翼はない
- CHAOS;CHILD
- 下級生
- 彼女×彼女×彼女 〜三姉妹とのドキドキ共同生活〜
- Kanon
- カミカゼ☆エクスプローラー!
- Gift 〜ギフト〜
- 君が主で執事が俺で
- キミキス
- CLANNAD
- Clear -クリア-
- グリザイアシリーズ
- 恋と選挙とチョコレート
- 恋姫†無双 〜ドキッ☆乙女だらけの三国志演義〜
- 股人タクシー
- この青空に約束を―
- この世の果てで恋を唄う少女YU-NO
- こみっくパーティー
- CONCEPTION 俺の子供を産んでくれ!
- サクラ大戦
- SHUFFLE!
- 祝福のカンパネラ
- School Days
- スズノネセブン!
- 卒業
- 大図書館の羊飼い
- D.C. 〜ダ・カーポ〜
- W〜ウィッシュ〜
- タユタマ -Kiss on my Deity-
- 月は東に日は西に 〜Operation Sanctuary〜
- Tears to Tiara
- 天神乱漫 -LUCKY or UNLUCKY!?-
- To Heart
- 同級生
- ときめきメモリアル
- North Wind
- HoneyComing
- はぴねす!
- 春恋*乙女 〜乙女の園でごきげんよう。〜
- Hello,good-bye
- FairlyLife
- Fate / stay night
- FORTUNE ARTERIAL
- プリンセスラバー!
- ほしうた
- 星空へ架かる橋
- WHITE ALBUM
- 真剣で私に恋しなさい!
- ましろ色シンフォニー
- Maple Colors
- 夜勤病棟
- ゆめりあ
- ヨスガノソラ
- Like Life
- らいむいろ戦奇譚
- リトルバスターズ!
- ワーズ・ワース
- ワルキューレロマンツェ 少女騎士物語
- ONE 〜輝く季節へ〜

### 漫画
- 藍より青し
- アカメが斬る!
- あきそら
- 朝まで授業chu!
- 明日のよいち!
- あつまれ！ふしぎ研究部
- あひるの王子さま
- あまえないでよっ!!
- 甘神さんちの縁結び
- いおの様ファナティクス
- イケてる2人
- いちご100%
- 1+2=パラダイス
- 戦×恋
- ウィッチクラフトワークス
- うしろノしんでれさん
- 海の御先
- エイケン
- AKB49〜恋愛禁止条例〜
- えびてん 公立海老栖川高校天悶部
- エルフェンリート
- エンジェル/ダスト neo
- 幼馴染とはラブコメにならない
- おとぎストーリー 天使のしっぽ
- お兄ちゃんのことなんかぜんぜん好きじゃないんだからねっ!!
- 鬼姫VS
- お姉ちゃんは恋妖怪
- おひめさまナビゲーション
- おまもりひまり
- がぁーでぃあんHearts
- ガールズザウルス
- GIRLSブラボー
- 怪物王女
- 鍵姫物語 永久アリス輪舞曲
- 学園黙示録 HIGHSCHOOL OF THE DEAD
- カッコウの許嫁
- カナン様はあくまでチョロい
- 彼女、お借りします
- カノジョも彼女
- 神のみぞ知るセカイ
- かんなぎ
- Kiss×sis
- 君のことが大大大大大好きな100人の彼女
- キリングバイツ
- 金田一少年の1泊2日小旅行
- 黒岩メダカに私の可愛いが通じない
- 鉄のラインバレル
- ケンコー全裸系水泳部 ウミショー
- こいこい7
- 極黒のブリュンヒルデ
- 五等分の花嫁
- これが私の御主人様
- 五輪の女神さま
- さわらないで小手指くん
- 実は私は
- すのはら荘の管理人さん
- 聖痕のクェイサー
- 生徒会にも穴はある!
- セキレイ
- 瀬戸の花嫁
- そらのおとしもの
- 黄昏乙女×アムネジア
- 立花館To Lieあんぐる
- ちょびっツ
- つぐもも
- D・N・A² ～何処かで失くしたあいつのアイツ～
- ディーふらぐ!
- DearS
- 電波教師
- ド級編隊エグゼロス
- To LOVEる -とらぶる-
- トリニティセブン 7人の魔書使い
- ながされて藍蘭島
- ニセコイ
- にゃんこい!
- はじめてのギャル
- 初恋ゾンビ
- HAPPY★LESSON
- 花右京メイド隊
- ハヤテのごとく!
- パラレルパラダイス
- ピーター・グリルと賢者の時間
- 武装少女マキャヴェリズム
- BLOOD ALONE
- フリージング
- Holy Knight
- ぼくたちは勉強ができない
- 僕の彼女がマジメ過ぎる処女ビッチな件
- MOUSE
- まがつき
- マケン姫っ!
- 政宗くんのリベンジ
- マジカノ
- 魔法先生ネギま!
- まほろまてぃっく
- まもって守護月天!
- 真夜中ハートチューン
- マンガ家さんとアシスタントさんと
- 女神のカフェテラス
- モンスター娘のいる日常
- 山田くんと7人の魔女
- ヤンキーJKクズハナちゃん
- UQ HOLDER!
- 円盤皇女ワるきゅーレ
- ユメオチ
- ゆめねこねくと
- ゆらぎ荘の幽奈さん
- よなかのれいじにハーレムを!!
- ヨメイロちょいす
- ヨメクラ
- よわよわ先生
- 乱飛乱外
- ラブひな
- らんま1/2
- りぜるまいん
- 恋愛暴君
- ローゼンメイデン
- ロザリオとバンパイア
- ロッテのおもちゃ!

### メディアミックス
- シスター・プリンセス
- セイバーマリオネット
- ナイトウィザード
- 探偵オペラ ミルキィホームズ
- 双恋